# عقرب سوطي لنغاني
عقرب سوطي لنغاني (الاسم العلمي: Thelyphonus linganus) هي نوع من العنكبوتيات يتبع جنس العقرب السوطي من الفصيلة العقارب السوطية.